# Skalník lesklý
Skalník lesklý (Cotoneaster acutifolius, užívané synonymum Cotoneaster lucidus) je opadavý keř z čeledi růžovitých, pocházející z oblasti od jižní Sibiře po východní Asii. Někdy je pěstován pro okrasu, odkud příležitostně zplaňuje do volné přírody; jako přechodně zavlečený neofyt je vzácně uváděn i z České republiky.

## Popis
Je to opadavý, 2 až 4 metry vysoký, rozložitý keř s tenkými, vystoupavými, hnědými, zpočátku chlupatými a později holými větvičkami. Listy jsou střídavé. Řapík je dlouhý 2 až 5 milimetrů, výjimečně až 10 milimetrů, a je chlupatý. Palisty jsou 3 až 5 mm dlouhé, čárkovitě kopinaté, hnědé a mírně chlupaté, brzy opadávají. Listová čepel je jednoduchá, oválně vejčitá až podlouhle vejčitá, 2 až 4, zřídka až 5 cm dlouhá a 1 až 2, zřídka 3 cm široká, špičatá nebo zřídka zašpičatělá, se široce klínovitou bází. Horní strana listu je lysá nebo stejně jako spodní strana zpočátku chlupatá a pomalu olysávající; žilnatina vystupuje na spodní straně listu.
Chocholičnaté květenství má průměr 2 až 4 cm a skládá se ze 2 až 5 květů. Listeny jsou čárkovitě kopinaté, 3 až 5 mm dlouhé a mírně chlupaté. Květní stopka je chlupatá, dlouhá 3 až 5 milimetrů, jednotlivé květy mají průměr 7 až 8 milimetrů. Květní kalich je zvonkovitý nebo krátce válcovitý a na vnější straně bez chloupků nebo chlupatý. Kališní lístky jsou trojúhelníkovité, 1 až 2 milimetry dlouhé a 1,5 až 2 milimetry široké, špičaté nebo víceméně tupé. Korunní lístky jsou vzpřímené. Jsou bílé s načervenalým nádechem, široce vejčité nebo podlouhlé, 3,5 až 4,5 mm dlouhé a 3 až 4 mm široké, s tupou špičkou a o něco delším nehtem. Deset až 15 tyčinek je kratších než okvětní lístky. Semeník je na špičce hustě chlupatý. Volně stojící, často dvojité čnělky nevyčnívají nad tyčinky. Plody jsou malvice mající průměr 6 až 8 milimetrů. Jsou černé, oválné, obvejčité nebo kulaté a mají chloupky. V každém plodu se tvoří dvě až tři semena. Tento skalník kvete od května do června, plody dozrávají od srpna do září.

## Rozšíření a ekologie
Přirozený areál druhu se rozprostírá od Irkutské oblasti a Burjatské republiky v Rusku přes Mongolsko a čínské provincie An-chuej, Kan-su, Che-pej, Che-nan, Chu-pei, Vnitřní Mongolsko, Tibet, Čching-chaj, Šen-si, Šan-si, S'-čchuan a Jün-nan až po Tchaj-wan a Korejský poloostrov. Skalník lesklý zde roste ve stepích, suchých lesích, lesních lemech a křovinách v nadmořské výšce 1000 až 3700 metrů, na mírně suchých až svěžích, mírně kyselých až zásaditých, písčitohlinitých až hlinitých, živinami bohatých půdách na slunných až světlých stanovištích. Tento druh má rád teplo, ale je odolný i vůči mrazu.

## Galerie

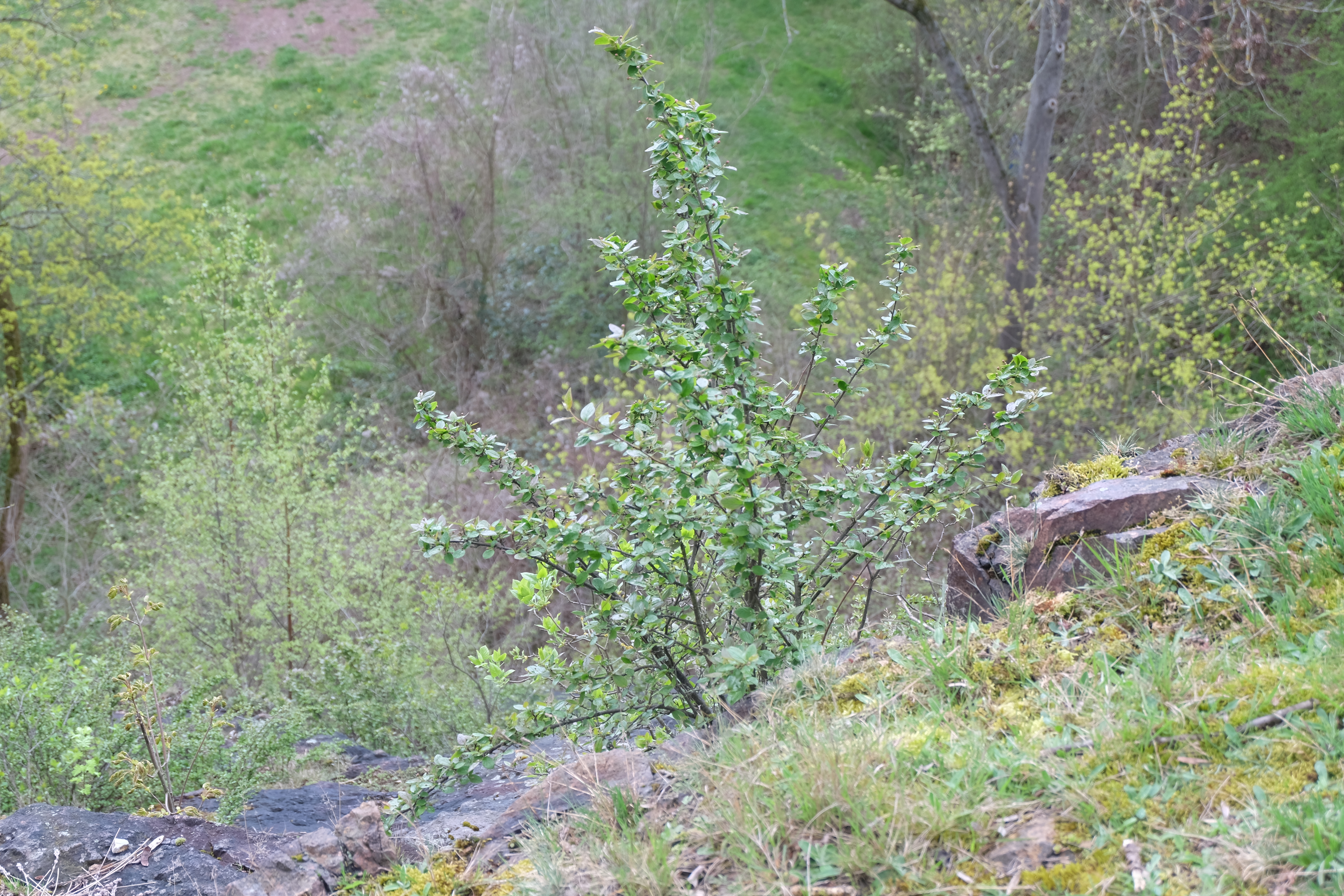
Habitus mladšího zplanělého keře
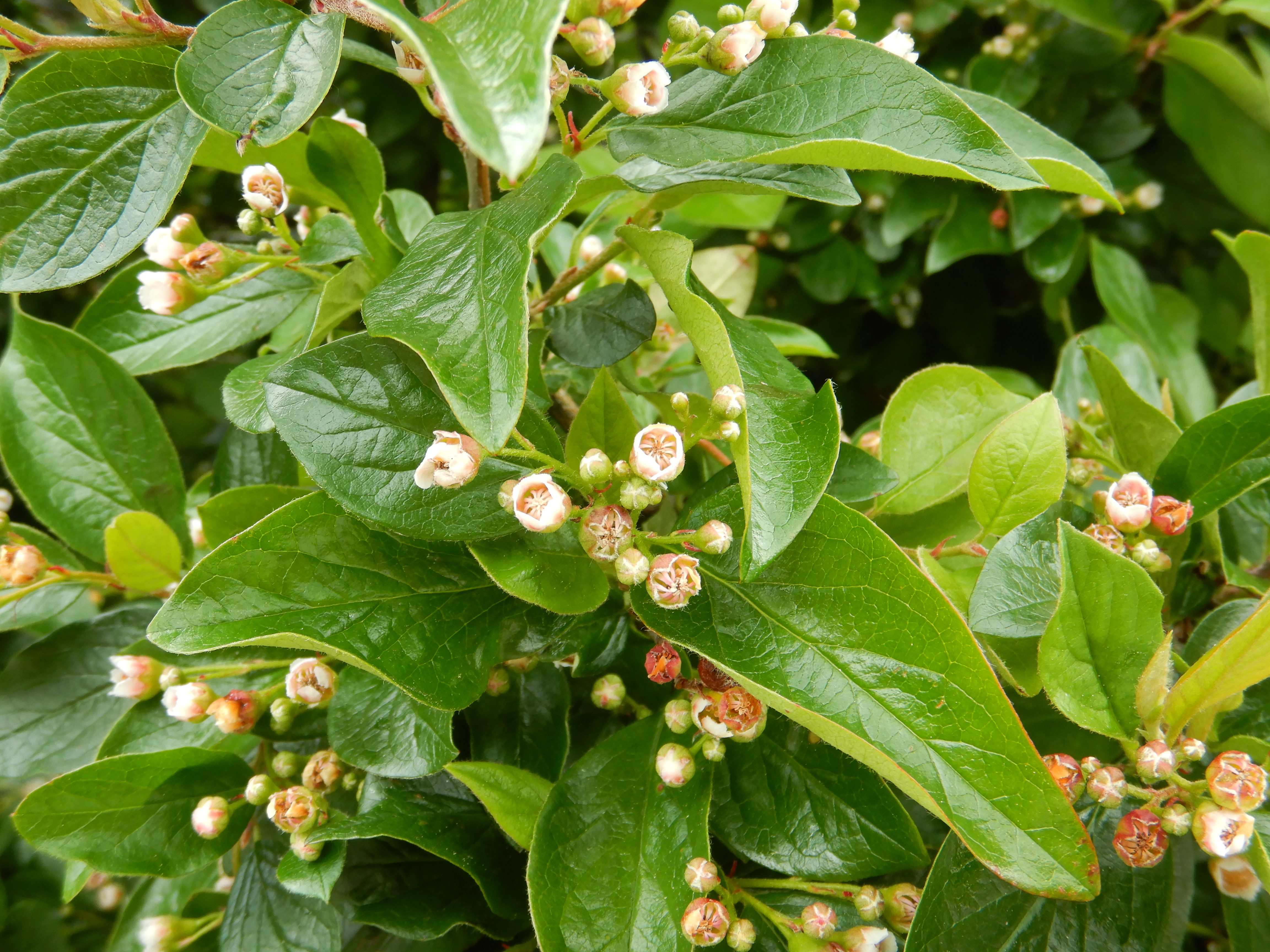
Květy
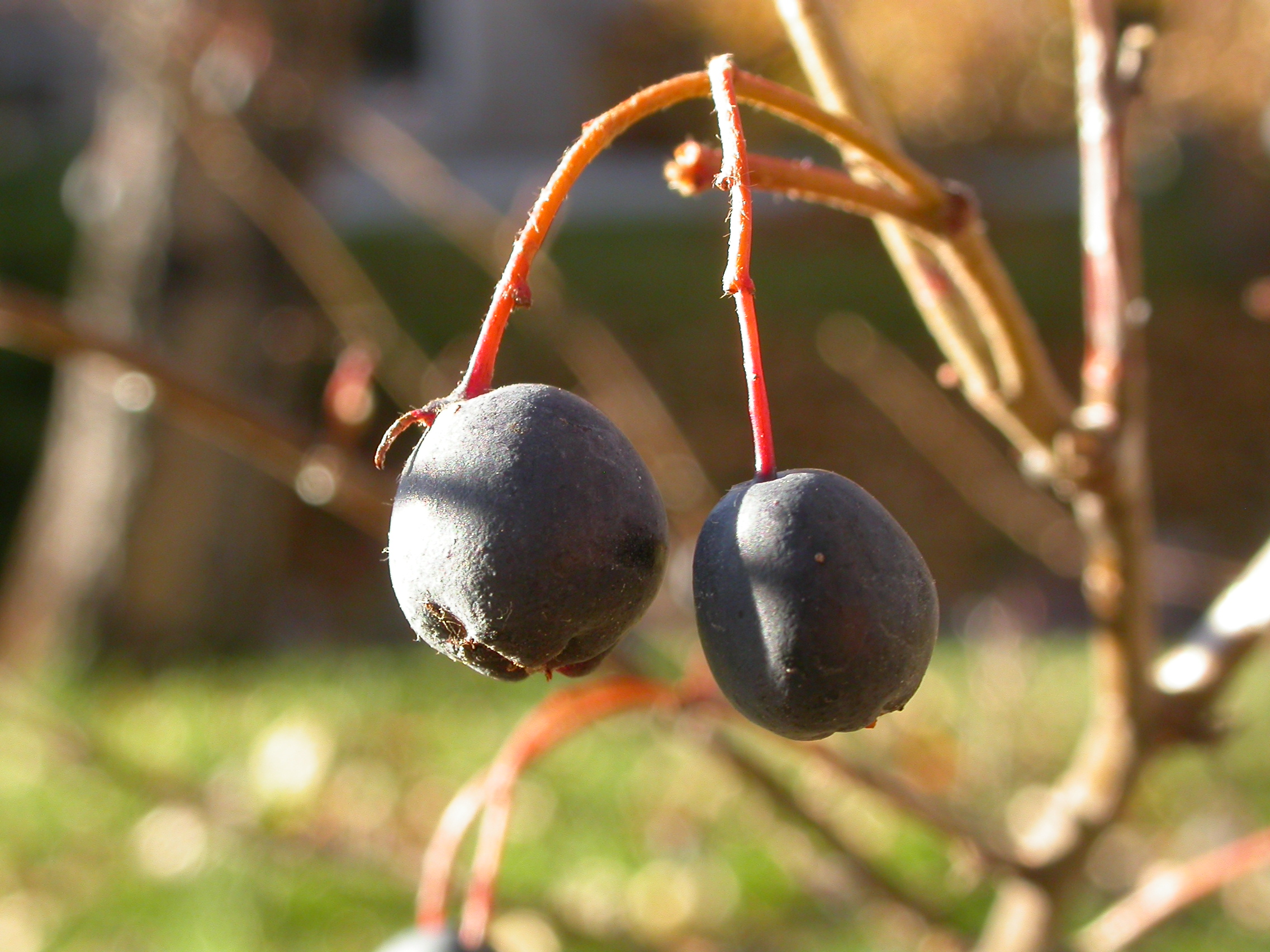
Zralé plody
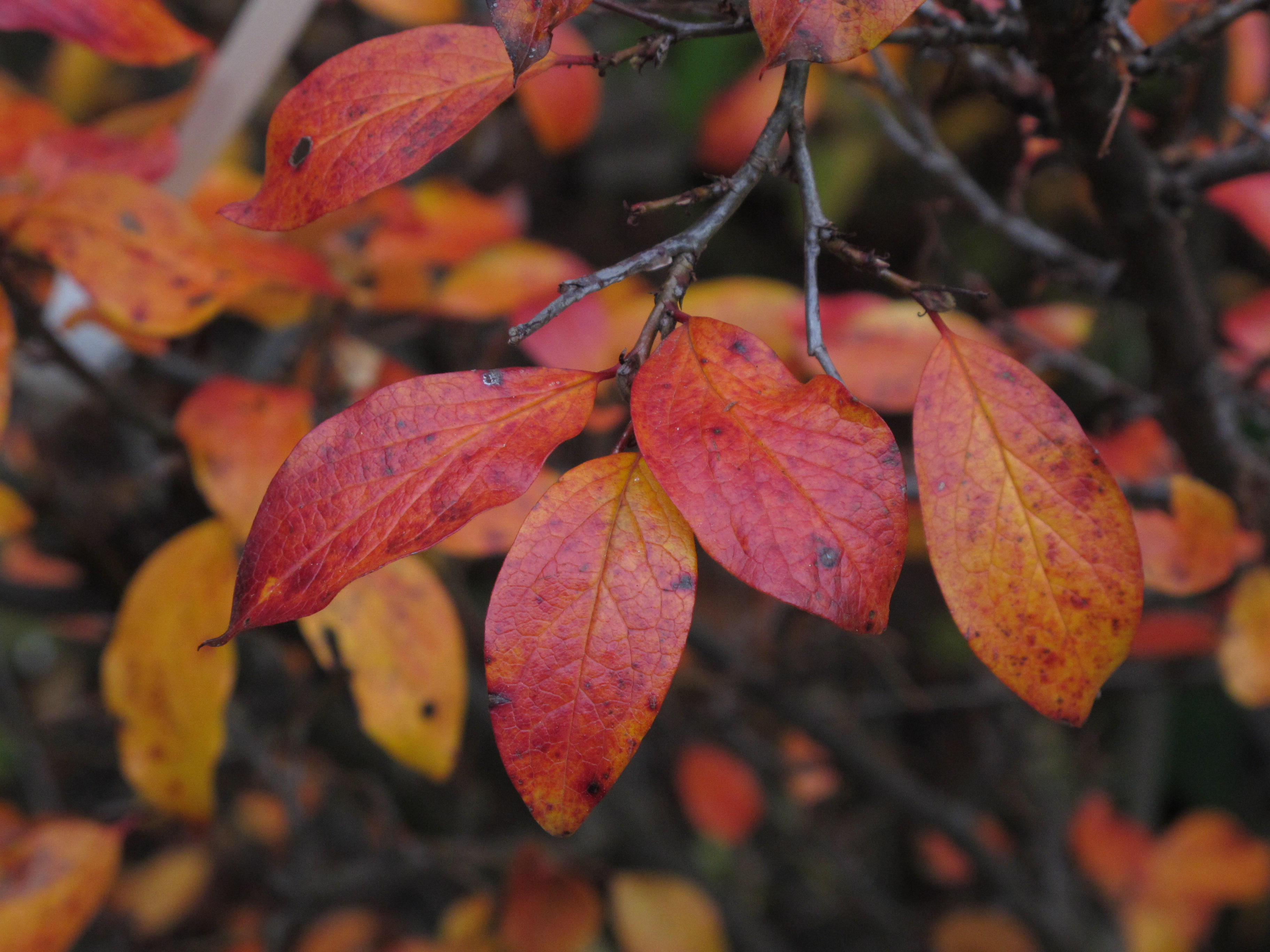
Podzimní zbarvení
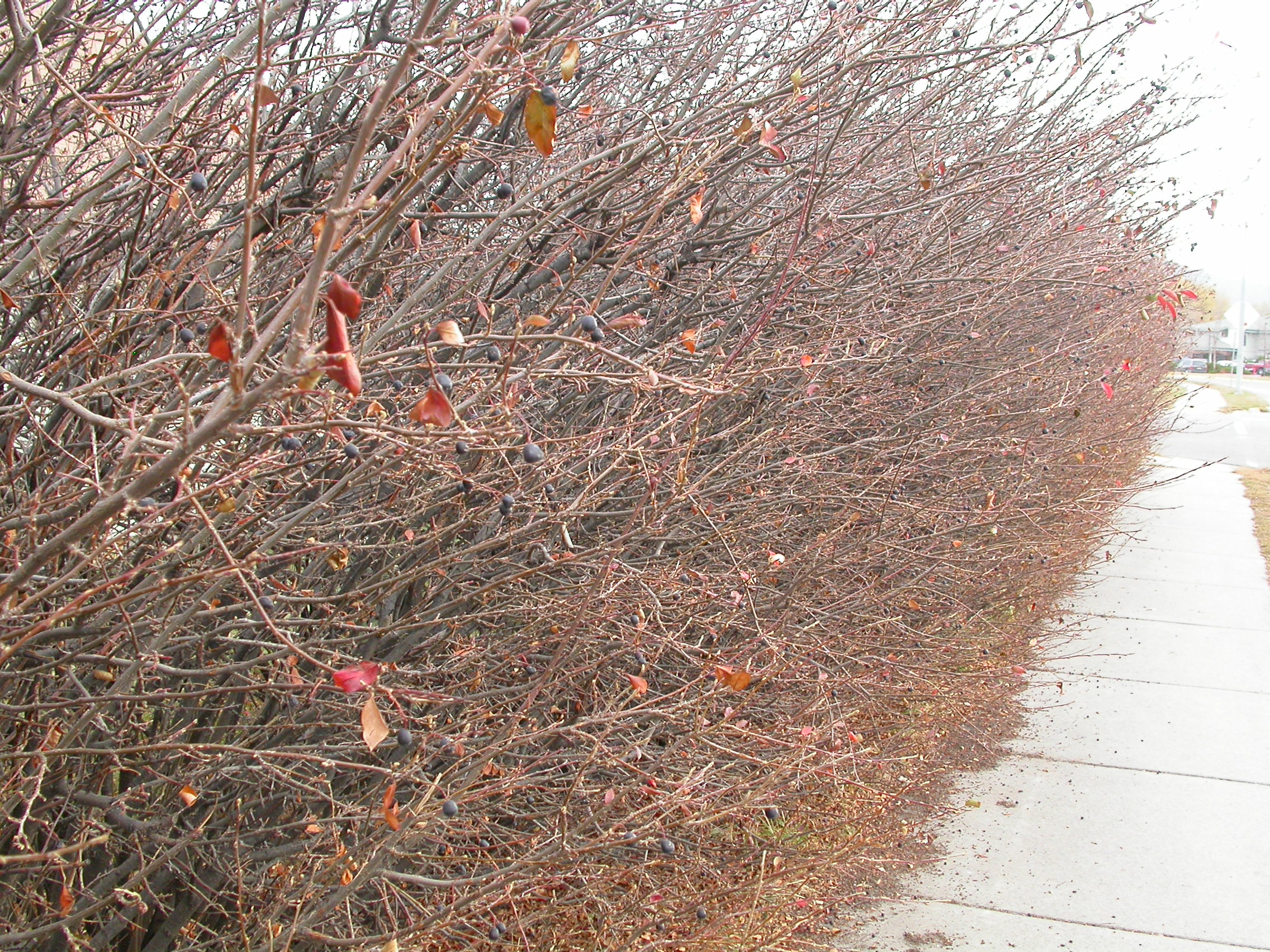
Příklad použití do živého plotu (stav v zimě)